# Talayotes, Bocoyna
Talayotes är en ort i Mexiko.   Den ligger i kommunen Bocoyna och delstaten Chihuahua, i den nordvästra delen av landet, 1 300 km nordväst om huvudstaden Mexico City. Talayotes ligger 2 322 meter över havet och antalet invånare är 113.
Terrängen runt Talayotes är lite kuperad. Runt Talayotes är det glesbefolkat, med 13 invånare per kvadratkilometer. Det finns inga andra samhällen i närheten. I omgivningarna runt Talayotes växer huvudsakligen savannskog.